# Catachlorops muscosus
Catachlorops muscosus är en tvåvingeart som först beskrevs av Günther Enderlein 1922.  Catachlorops muscosus ingår i släktet Catachlorops och familjen bromsar. Inga underarter finns listade i Catalogue of Life.